# Beinn Bheag
Beinn Bheag är ett berg i Storbritannien.   Det ligger i kommunen Highland och riksdelen Skottland, i den norra delen av landet, 700 km nordväst om huvudstaden London. Toppen på Beinn Bheag är 668 meter över havet, eller 238 meter över den omgivande terrängen. Bredden vid basen är 2,3 km.
Terrängen runt Beinn Bheag är huvudsakligen kuperad. Trakten runt Beinn Bheag är nära nog obefolkad, med mindre än två invånare per kvadratkilometer. Trakten runt Beinn Bheag består i huvudsak av gräsmarker.